# ایبان آمایو
ایبان آمایو (اسپانیایی: Iván Amaya‎؛ زادهٔ ۳ سپتامبر ۱۹۷۸) بازیکن فوتبال اهل اسپانیا بود.
از باشگاه‌هایی که در آن بازی کرده‌است می‌توان به باشگاه فوتبال گرانادا، باشگاه فوتبال رایو وایکانو، باشگاه فوتبال آپولون لیماسول، باشگاه فوتبال اودینزه، باشگاه فوتبال الچه، باشگاه فوتبال اتلتیکو مادرید، باشگاه فوتبال رئال مورسیا، باشگاه فوتبال اسپانیول، و باشگاه فوتبال ختافه اشاره کرد.
وی همچنین در تیم‌های ملی فوتبال زیر ۲۱ سال اسپانیا و زیر ۲۳ سال اسپانیا بازی کرده‌است.